# Rhinolophus silvestris
Rhinolophus silvestris (Aellen, 1959) è un Pipistrello della famiglia dei Rinolofidi diffuso nell'Africa centrale.

## Descrizione
Pipistrello di medie dimensioni, con la lunghezza dell'avambraccio tra 50 e 56 mm, la lunghezza della coda tra 28 e 32 mm, la lunghezza delle orecchie tra 22 e 23 mm.
La pelliccia è di lunghezza media, soffice e lanuginosa. Le parti dorsali sono bruno-ruggine, mentre le parti ventrali sono più chiare. Le orecchie sono relativamente corte. La foglia nasale presenta una lancetta triangolare con i bordi leggermente concavi e la punta smussata, il processo connettivo rotondo, più elevato della sella, la quale ha l'estremità larga e arrotondata, i margini concavi ed è priva di peli. La porzione anteriore copre interamente il muso ed ha un incavo centrale profondo. Il labbro inferiore è attraversato da un solco longitudinale profondo e due laterali meno distinti. Le membrane alari sono marroni, la prima falange del quarto dito è relativamente lunga. La coda è lunga ed inclusa completamente nell'ampio uropatagio. Il primo premolare superiore è situato all'interno della linea alveolare o talvolta è completamente assente.

## Biologia

### Comportamento
Si rifugia all'interno di grotte, talvolta insieme ad altre specie di pipistrelli.

### Alimentazione
Si nutre di insetti.

### Riproduzione
Individui immaturi sono stati catturati nel mese di novembre.

## Distribuzione e habitat
Questa specie è conosciuta soltanto in tre località del Gabon orientale e in una del Congo meridionale.
Vive nelle foreste pluviali.

## Conservazione
La IUCN Red List, considerata la mancanza di informazioni sufficienti sull'areale, i requisiti ecologici, le minacce e lo stato di conservazione, classifica R.silvestris come specie con dati insufficienti (DD).